# Анна Кендрік
Тереза Анна Кендрік (англ. Theresa Anna Kendrick; нар. 9 серпня, 1985, Портленд, штат Мен, США) — американська акторка театру і кіно, кінорежисерка, співачка й автобіографка.

## Біографія
Народилася 9 серпня 1985 року в Портленді, штат Мен. Має англійське, ірландське та шотландське коріння. Вчилася в середній школі Дірінга.
Вперше виступила у бродвейському мюзиклі «Вище суспільство» (англ. «High Society») в серпні 1998 року в віці 12 років. За цю роль вона була номінована на «Світову премію театру», премію «Драма деск» та премію «Тоні» і стала другою з наймолодших акторок, номінованих на цю премію. Так само виступала в мюзиклі «Маленька нічна музика» (англ. «A Little Night Music»).
У 2003 році дебютувала у фільмі «Табір» і була номінована на премію «Незалежний дух». Потім знялася у фільмі «Граніт науки», і хоча фільм не отримав гарних оцінок, її гра отримала дуже високу оцінку критики, і вона була номінована на премію «Незалежний дух» як найкраща акторка. В 2008 році знялася у фільмі «Сутінки» за однойменним романом Стефані Маєр.
6 січня 2010 року на фестивалі 21st Annual Palm Springs International Film Festival Анна Кендрік стала «Висхідною Зіркою року» за роль у картині «Вище неба». За участь у цьому фільмі була також номінована на здобуття таких престижних кінопремій, як «Оскар», «Золотий глобус», Премія Гільдії кіноакторів та BAFTA.
Наступними відомими фільмами з її участю стали: «Ідеальний голос» (2012), «У темному-темному лісі...» (2014 року), «Ідеальний голос 2» (2015), «Мій хлопець — кілер» (2015), «Аудитор» (2016), «Весільний погром» (2016), «Ідеальний голос 3» (2017), «Столик № 19» (2017) і «Проста послуга» (2018).
У 2021 році в прокат мав вийти сай-фай трилер Джо Пенні «Далекий космос» з Кендрік в головній ролі.

## Особисте життя
З 2009 року зустрічалася з британським режисером і сценаристом Едгаром Райтом, з яким познайомилася на зйомках фільму «Скотт Пілігрим проти світу». Пара розлучилася на початку 2013 року..
У лютому 2014 року зустрічалася з оператором Беном Річардсоном, з яким познайомилася на зйомках фільму «Товариші по чарці».
Наприкінці 2020 або на початку 2021 почала зустрічатися з актором Біллом Гейдером. До червня 2022 року вони припинили стосунки.

## Фільмографія
| Фільми      | Фільми                              | Фільми                                    | Фільми                     |
| Рік         | Фільм українською                   | Фільм англійською                         | Роль                       |
| ----------- | ----------------------------------- | ----------------------------------------- | -------------------------- |
| 2003        | Табір                               | Camp                                      | Фрізі Вагнер               |
| 2007        | Граніт науки                        | Rocket Science                            | Джині Раєрсон              |
| 2008        | Сутінки                             | Twilight                                  | Джессіка Стенлі            |
| 2008        | Знайомство з Марком                 | The Marc Pease Experience                 | Мег Брікман                |
| 2009        | Десь там                            | Elsewhere                                 | Сара                       |
| 2009        | Вище неба (фільм)                   | Up in the Air                             | Наталі Кінер               |
| 2009        | Сутінки. Сага: Молодий місяць       | The Twilight Saga: New Moon               | Джессіка Стенлі            |
| 2010        | Сутінки. Сага: Затемнення           | The Twilight Saga: Eclipse                | Джессіка Стенлі            |
| 2010        | Скот Пілігрим проти світу           | Scott Pilgrim vs. the World               | Стейсі Пілігрім            |
| 2011        | 50/50                               | 50/50                                     | Кетті                      |
| 2011        | Сутінки. Сага. Світанок: Частина 1  | The Twilight Saga: Breaking Dawn — Part 1 | Джессіка Стенлі            |
| 2012        | Чого чекати, коли чекаєш на дитину  | What to Expect When You're Expecting      | Розі                       |
| 2012        | Пара-норман, або як приручити зомбі | ParaNorman                                | Кортні; озвучування        |
| 2012        | Брудні ігри                         | The Company You Keep                      | Діана                      |
| 2012        | Патруль                             | End of Watch                              | Дженет                     |
| 2012        | Ідеальний голос                     | Pitch Perfect                             | Бека                       |
| 2012        | Сутінки. Сага. Світанок: Частина 2  | The Twilight Saga: Breaking Dawn — Part 2 | Джессіка Стенлі (в титрах) |
| 2013        | Товариші по чарці                   | Drinking Buddies                          | Джілл                      |
| 2013        | Захоплення Палуза                   | Rapture-Palooza                           | Ліндси Льюіс               |
| 2014        | Щасливого різдва                    | Happy Christmas                           | Дженні                     |
| 2014        | Голоси                              | The Voices                                | Ліза                       |
| 2014        | Якщо твоя дівчина — зомбі           | Life After Beth                           | Еріка Вікслер              |
| 2014        | Останні п'ять років                 | The Last 5 Years                          | Cathy Hyatt                |
| 2014        | Торт                                | Cake                                      | Ніна                       |
| 2014        | У темному-темному лісі              | Into the Woods                            | Попелюшка                  |
| 2015        | Ідеальний голос 2                   | Pitch Perfect 2                           | Бека                       |
| 2016        | Аудитор                             | The Accountant                            | Дана                       |
| 2016        | Полювання на роботу                 | Get a Job                                 | Джуліан Стюарт             |
| 2016        | Мій хлопець — кілер                 | Mr. Right                                 | Марта                      |
| 2016        | Весільний погром                    | Mike and Dave Need Wedding Dates          | Еліс                       |
| 2016        | Холлери                             | The Hollars                               | Ребекка                    |
| 2016        | Тролі                               | Trolls                                    | Мачок, озвучування         |
| 2017        | Ідеальний голос 3                   | Pitch Perfect 3                           | Бека                       |
| 2017        | Столик № 19                         | Table 19                                  | Елоїз Мак-Гаррі            |
| 2018        | Проста послуга                      | A Simple Favor                            | Стефані Смотерс            |
| 2019        |                                     | The Day Shall Come                        | Кендра Глок                |
| 2019        | Ноель                               | Noelle                                    | Ноель Клаус, донька Санти  |
| 2021        | Далекий космос                      | Stowaway                                  | Зоя Левенсон               |
| 2023        | Жінка години                        | Woman of the Hour                         | Шеріл Бредшоу              |
| 2025        | Ще одна проста послуга              | Another Simple Favor                      | Стефані Смотерс            |
| Телебачення |                                     |                                           |                            |
| Рік         | Фільм українською                   | Фільм англійською                         | Роль                       |
| 2007        | Віва Лафлін                         | Viva Laughlin                             | Голлі                      |

## Нагороди й номінації
| Рік  | Премія                                          | Категорія                          | Фільм або серіал    | Результат |
| ---- | ----------------------------------------------- | ---------------------------------- | ------------------- | --------- |
| 2004 | Незалежний дух                                  | Найкраща кіноакторка другого плану | «Табір»             | Номінація |
| 2008 | Незалежний дух                                  | Найкраща кіноакторка               | «Граніт науки»      | Номінація |
| 2009 | Angeles Film Critics Association                | Найкраща кіноакторка другого плану | «Вище неба (фільм)» | Перемога  |
| 2009 | Annual Palm Springs International Film Festival | Висхідна зірка року                | «Вище неба (фільм)» | Перемога  |
| 2008 | Незалежний дух                                  | Найкраща кіноакторка другого плану | «Граніт науки»      | Перемога  |
| 2010 | Оскар                                           | Найкраща кіноакторка другого плану | «Вище неба (фільм)» | Номінація |
| 2010 | BAFTA                                           | Найкраща кіноакторка другого плану | «Вище неба (фільм)» | Номінація |
| 2010 | Золотий глобус                                  | Найкраща кіноакторка другого плану | «Вище неба (фільм)» | Номінація |
| 2010 | Премія Гільдії кіноакторів США                  | Найкраща кіноакторка другого плану | «Вище неба (фільм)» | Номінація |